# Gardenia esculenta
Gardenia esculenta là một loài thực vật có hoa trong họ Thiến thảo. Loài này được Stokes mô tả khoa học đầu tiên năm 1812.